# 2. konjeniški polk (Avstralija)
Za druge 2. polke glej 2. polk.
2. konjeniški polk (izvirno angleško 2nd Cavalry Regiment) je oklepno-izvidniški polk Avstralske kopenske vojske in je drugi najstarejši v sestavi Kraljevega avstralskega oklepnega korpusa.